# 三国岳 (滋賀県・京都府)
三国岳（みくにだけ/さんごくだけ）は、滋賀県高島市・京都府南丹市・京都市にまたがる山である。「三国」は旧制の国（近江国・丹波国・山城国）の国境の交点に位置することによる。
なお、この山の北北西約5kmの福井県、滋賀県、京都府の三県境には同名の三国岳776mがある。これらは共に由良川および南川、安曇川の源流域にある山である。これらの山の間にはかつて鯖街道と呼ばれる内の一つの街道の三国峠があった。
京都府側が2016年（平成28年）3月25日に京都丹波高原国定公園に選定された。

## 概要
山頂は三国境からやや離れた南丹市と京都市の境界上に位置し、二等三角点「久多村一」958.98mが設置されている。山頂からは比良山地、視程のよい日には遠く氷ノ山、大峰山まで見渡すことができる。山頂の西側には約4180ヘクタールに及ぶ京都大学芦生演習林が広がり、ブナ、ミズナラなどの天然林が保存されている。